# Balogh József (orvos)
Szentimrei Balogh József (Szentimre, Marosszék, 1750 körül – Holland Guyana, 1781 ?) magyar orvos, botanikus, utazó.

## Élete
Nemes székely származású volt; Bécsben folytatott orvosi tanulmányokat és Nikolaus Joseph von Jacquin tanártól a füvészetet; ennek buzdítására utazott Amerikába; előbb Leidenben 1779-ben orvosi szigorlatot tett és ez év végén, holland ösztöndíjjal Dél-Amerika Guyana tartományába vitorlázott, hol Rio-de-Berbice vidékén megtelepedvén, füvészeti kutatásokat végzett. Benkő Józseffel levelezett. Mária Terézia a kolozsvári Akadémia füvészeti tanszékére hívta meg; Benkő azonban már 1781-ben nem vett hírt róla.

## Munkái
Specimen inaugurale botanico-medicum sistens praecipuas plantas in M. Transilvaniae principatu sponte et sine cultura provenientes, ac ibidem usu receptas. Lugduni Batavorum, 1779.